# Маяк Патос-Айленд
Маяк Патос-Айленд (англ. Patos Island Light) — маяк, расположенный на небольшом острове Патос, в проливе Джорджии, округ Сан-Хуан, штат Вашингтон, США. Построен в 1893 году. Автоматизирован в 1974 году.

## История
Судоходство в проливе Джорджии, через который проходит граница США и Канады, в конце XIX — начале XX века было достаточно оживлённым. 3 марта 1891 года Конгресс США выделил 12 000$ на строительство маяка на небольшом острове Патос, расположенном вблизи границы. Строительство началось в декабре 1892 года и завершилось в конце июля 1893 года. Комплекс зданий маяка включал большой двухэтажный дом для смотрителя, помощника и их семей, здание для противотуманного сигнала, резервуар для воды и сам маяк высотой 3 метра. Позже были построены котельная и лодочная рампа. В 1908 году для маяка построили новую башню на крыше здания противотуманного сигнала, высота новой постройки составила 12 метров. В 1936 году на острове установили радиомаяк, а во время Второй мировой войны на станции возвели смотровую башню. В 1958 году вместо находившегося в плохом состоянии оригинального дуплекса было построено новое здание. В 1974 году Береговая охрана США автоматизировала маяк.
21 октября 1977 года маяк был включён в Национальный реестр исторических мест.